# 第二次韓莊臨城戰鬥
韓莊臨城戰鬥發生於1928年4月11日－14日，交戰地點則是在中國魯南，是中華民國北洋政府時期的戰鬥之一。韓莊臨城戰鬥的交戰雙方，一方為國民革命軍一軍一師，另一方北洋張宗昌部所轄軍隊。

## 參看
- 中華民國北洋政府時期內戰戰鬥列表